# Obermaiselstein
Obermaiselstein – miejscowość i gmina w południowych Niemczech, w kraju związkowym Bawaria, w rejencji Szwabia, w regionie Allgäu, w powiecie Oberallgäu, wchodzi w skład wspólnoty administracyjnej Hörnergruppe. Leży w Allgäu, w Alpach Algawskich, około 7 km na południe od Sonthofen.

## Dzielnice
- Haubeneck
- Oberdorf
- Niederdorf
- Ried

## Polityka
Wójtem gminy jest Peter Stehle z Einheitsliste, w radzie gminy znajduje się 8 osób.
|      | Einheitsliste | Razem |
| 2008 | 8             | 8     |
| 2002 | 8             | 8     |